# Уён
Чан У Ён (кор. 장우영?, 張祐榮?, англ. Jang Wooyoung; род. 30 апреля 1989, Пусан, Южная Корея) — южнокорейский певец, автор-исполнитель, актёр, более известен под сценическим именем «Уён». Является участником хип-хоп группы «2PM», которая находится под руководством « JYP Entertainment». Также известен как Джейсон из южнокорейской дорамы «Высокая Мечта».

## Карьера

### 2РМ
4 сентября 2008 года Уён дебютировал вместе с группой с синглом «10 Points out of 10 Points» (кор. «10점 만점에 10점») из их первого альбома «Hottest Time of the Day». Они выпустили 6 корейский альбомов и 4 студийных японских альбомов.

### Сольная деятельность
24 мая 2012 года было объявлено, что Уён выпустит свой первый соло-альбом в июле. 28 июня он представил название трека «Sexy Lady» на Mnet 20’s Choice awards. 8 июля был выпущен альбом под названием 23, Male, Single, который включал две песни, написанные его коллегами: Чунхо и Миджуном. В сентябре 2012 Уён, Джей Пак, Тэкен и Сюзи из Miss’A прорекламировали линию одежды Reebok’s Classic Campaign под песню «Classic». 9 июня 2014 Уён состоял в двух дуэтах: «Two Hands Clasped» с Пак Со Ён, «Fireflies' Glow» с lel. 4 марта 2015 года он дебютировал с японским синглом R.O.S.E, выступая с ним в Токио, Осаке и Айти в феврале. Позже он выпустил видеоклип на этот трек и «Happy Birthday», а в апреле корейскую версию «R.O.S.E».

### Хостинг
С июля 2009 по июль 2010 Уён и Тэкен были ведущими на Inkigayo канала SBS. 2 февраля 2010 года он наряду с Тэен из Girl’s Generation, Ким Шин Ёном, был МС для ток-шоу Ким Сен У «Win Win» канала KBS. Он получил похвалу как гений в создании естественного стиля МС, а также в находчивости.

### Актерство
Он дебютировал как актер в дораме «Высокая Мечта» 2011 года канала KBS, играя Джейсона, корейца-американца. Эта дорама сделала его очень популярным, после его фразы на английском: «Is it my turn already?», его коллегам: Тэкену и Никкуну пришлось помогать ему, хотя у них самих была проблема с этим языком. После съемок в дораме, Уён решил продолжить сниматься, так как он посчитал, что это поможет ему с певческой карьерой. Представитель JYP Entertainment отметил, последующие действия: "Мы планируем продолжить актерскую карьеру Уёна, когда он получит еще один большой проект. При первых съемках он очень волновался и был очень удивлен, что у него все выходило. После съемок «Высокая Мечта» он набрался большого опыта, поэтому ещё больше заинтересовался актерской площадкой. мы собираемся продолжить актерскую карьеру Уёна и Тэкена.
В сентябре 2011 Уён и Сюзи, с которой он снимался прежде, сыграли камео в дораме «Мужское Казино» канала КBS. Оба айдола играли пару, которая оказалось вовлечена в скандал в игорном казино. Их сцена не была так важна, но она подвела зрителей к концу дорамы. Продюсер сообщил: «Я объявил, что начинаю большой проект, на который они отозвались, поэтому я решил дать им небольшую роль.».

### Танцы
В июле 2011 Уён тренировал актрису Ким Ю Ри к её представлению на «Танцы со Звездой» канала MBC. Нетизены были восхищены его профессионализмом, поэтому посчитали, что благодаря его большому опыту он мог бы стать и учителем.
К туру 2PM (Hands Up Asia Tour and Republic of 2PM), который состоялся в 2011 году, Чунхо и Уён представили дует, в котором Чунхо писал песню, а Уён придумывал хореографию и другое.

### Модельная деятельность
В 2011 году Тэкен и Уён рекламировали линию одежды популярного бренда Evisu, а в 2012 весеннюю-летнюю коллекцию. В сентябре он был моделью для Reebok’s Classic Campaign. В августе 2014 Уён был представлен как новое лицо Recipe Cosmetics.

## Фильмография

### Дорамы
| Год  | Название           | Канал | Роль        | Заметки                                                         |
| ---- | ------------------ | ----- | ----------- | --------------------------------------------------------------- |
| 2011 | «Одержимые мечтой» | SBS   | Джейсон     | Ведущая роль: Номинирован- KBS Drama Award как Лучшая Пара с Аю |
| 2011 | «Мужское Казино»   | KBS   | Самого Себя | Камео, эпизод № 1 с Сюзи                                        |
| 2013 | «Чудо»             | SBS   | Чо Чон Вон  | Ведущая Роль                                                    |

### Фильмы
| Год  | Название                               | Студия          | Роль        | Заметки        |
| ---- | -------------------------------------- | --------------- | ----------- | -------------- |
| 2012 | Beyond the ONEDAY ~Story of 2PM & 2AM~ | Super Changddai | Самого Себя | Документальный |

### Реалити-шоу
| Год  | Название                | Канал | Эпизод | Выпуск     | Выпуск      |
| Год  | Название                | Канал | Эпизод | Первый     | Следующий   |
| ---- | ----------------------- | ----- | ------ | ---------- | ----------- |
| 2008 | «Горячая Кровь»         | Mnet  | 10     | 10 октября | 8 ноября    |
| 2008 | «Армия Айдолов» 3 сезон | MBC   | 17     | 4 декабря  | 26 марта    |
| 2009 | «Дикий Кролик»          | Mnet  | 7      | 21 июля    | 21 августа  |
| 2011 | «2PM Show!»             | SBS   | 12     | 9 июля     | 24 сентября |
| 2013 | «Песня для тебя от 2PM» | KBS2  | 15     | 17 февраля | 24 мая      |
| 2014 | «Молодожены 4 сезон»    | MBC   | 72-105 | 4 января   | 13 сентября |
| 2015 | «Oven Radio»            | 1theK | 5      | 14 июня    | 18 июня     |

### Развлекательные шоу
| Год              | Название                      | Канал            | Записи                                                        |
| Как Гость или МС | Как Гость или МС              | Как Гость или МС | Как Гость или МС                                              |
| ---------------- | ----------------------------- | ---------------- | ------------------------------------------------------------- |
| 2009             | Inkigayo                      | SBS              | 26 июля — 24 января: - Вел вместе с Тэкеном и Ха Ён Чжу       |
| 2010             | Inkigayo                      | SBS              | 7 февраля — 11 июля: - Вел с Тэкеном и Сулли                  |
| 2010             | Win Win                       | KBS              | 10 февраля — 3 августа: - Вел с Тэкеном и Тэен                |
| Как Гость        |                               |                  |                                                               |
| 2010             | Strong Heart                  | SBS              | - Эпизод 49 — 50: Гость с Никкуном                            |
| 2010             | Invincible Youth              | KBS              | - Сезон 1 эпизод 43: Гость с 2PM, JeA и Lizzy                 |
| 2011             | Dalgona                       | SBS              | - Эпизод 10: Гость с Тэкеном                                  |
| 2011             | Hello Counselor               | KBS              | - Эпизод 30: Гость с 2PM                                      |
| 2011             | Happy Together                | KBS              | - Эпизод 208: С 2PM, After School и Dal Shabet                |
| 2012             | Invincible Youth              | KBS              | - Сезон 2 эпизод 33: Гость                                    |
| 2012             | Idol Crown Prince             | KBS              | - Чусок Специальный                                           |
| 2012             | Hello Counselor               | KBS World        | - Эпизод 83: Гость с T-ara                                    |
| 2012             | God of Victory                | MBC              | - Эпизод 12 & 13: 2PM VS. Shinhwa Спецвыпуск                  |
| 2012             | Music’s Interference          | KBS              | - Гость с Jun. K                                              |
| 2013             | Cultwo Show                   | SBS              | - Гость с 2PM                                                 |
| 2013             | Running Man                   | SBS              | - Эпизод 162: Гость с Чансоном                                |
| 2013             | Story Show                    | MBC              | - Эпизод 1 (пилот) — Дом Богатства                            |
| 2013             | 1 vs. 100                     | KBS2             | - Эпизод 333: Специальный Соперник                            |
| 2013             | Hello Counselor               | KBS World        | - Эпизод 125: Гость с 2PM                                     |
| 2013             | Cool Kiz on the Block         | KBS              | - Эпизод 14: Гость с Никкуном и Чансоном                      |
| 2013             | 180° Blind Test               | MBC              | - Специальный Эпизод: Гость с Минджуном, Никкуном, Чансоном   |
| 2014             | We Got Married (Season 4)     | MBC              | - 4 января — 13 сентября: «Женат» на Пак Со Ён                |
| 2014             | Hello Counselor               | KBS World        | - Эпизод 191: Гость с Минджуном и Тэкеном                     |
| 2014             | Running Man                   | SBS              | - Эпизод 195: Гость с 2PM - Эпизод 210: Партнеры с Ли Кван Су |
| 2014             | Happy Camp                    | HBS              | - Специальный Гость с Никкуном                                |
| 2014             | Star Story                    | TVPP             | - Эпизод 176: С Тэкеном и Чансоном                            |
| 2015             | After School Club             | Arirang TV       | - Эпизод 103: Гость с Чансоном и Никкуном                     |
| 2015             | Running Man                   | SBS              | - Эпизод 256: Гость с 2PM и Бак Джин Хи                       |
| 2016             | I Can See Your Voice Season 3 | Mnet             | - Эпизод 9: Никкуном и Минджуном                              |
| 2016             | Have You Eaten                | SBS              | - Чусок спецвыпуск: С Никкуном и Абу Дхаби                    |

## Личная жизнь
В 2009 он начал изучать вещание в Howon University.

## Дискография

### Сольные работы

#### Корейские альбомы
Мини альбом
| Название         | Детали Альбома                                                                      | Продажи |
| ---------------- | ----------------------------------------------------------------------------------- | ------- |
| 23, Male, Single | - Выпущен: 7 октября 2011 - Лейбл: JYP Entertainment - Формат: CD, Digital download | 68,462+ |

#### Японские альбомы
EPs
| Название  | Детали Альбома                                                               | Продажи |
| --------- | ---------------------------------------------------------------------------- | ------- |
| 'R.O.S.E' | - Выпущен: 4 марта 2015 - Лейбл: Ariola Japan - Формат: CD, Digital download | 40,857+ |

### Сотрудничество
| Год  | Артист                                                     | Название Песни | Альбом                             |
| ---- | ---------------------------------------------------------- | -------------- | ---------------------------------- |
| 2010 | JYP Nation                                                 | This Christmas | This Christmas (Single)            |
| 2011 | Wooyoung, Taecyeon, Kim Soo-hyun and Suzy                  | Dream High     | Dream High OST                     |
| 2012 | Park Jin-young, Miss A's Suzy, 2PM's Wooyoung and Taecyeon | Classic        | Digital Single (Reebok Classic CF) |
| 2012 | 2PM & 2AM                                                  | One Day        | One Day (Japanese Single)          |

### Написание песен
| Дата Релиза      | Название                                | Артист       | Альбом                         | Заметки                                 |
| ---------------- | --------------------------------------- | ------------ | ------------------------------ | --------------------------------------- |
| 14 марта 2012    | «Move On»                               | Чунхо и Уён  | 2PM Best: 2008–2011 in Korea   | Дует                                    |
| 19 июня 2013     | «This is Love»                          | 2PM          | 3rd Album Grown Grand Edition  | Первая песня написанная собственноручно |
| 29 января 2014   | «Merry-Go-Round»                        | 2PM          | Genesis of 2PM                 | 3 японский альбом 2РМ                   |
| 29 января 2014   | «Give Up»                               | 2PM          | Genesis of 2PM(Version B only) | 3 японский альбом 2РМ                   |
| 21 октября 2015  | «Hanpanai»                              | 2PM          | Higher                         | 10 японский сингл 2РМ                   |
| 3 февраля 2016   | «Yo Moriagatte Yo» (Yo モリアガッテ Yo) | GOT7         | Moriagatteyo (モリ↑ガッテヨ)   | 1 японский альбом GOT7                  |
| 27 апреля 2017   | « 天 の 川 ~ GALAXY ~ (Amanogawa)»      | 2PM          | Galaxy of 2PM                  | 5 японский альбом 2РМ                   |
| 27 апреля 2016   | «GIRLFRIEND (彼女 / Kanojo)»            | Никкун и Уён | Galaxy of 2PM                  | 5 японский альбом 2РМ                   |
| 13 сентября 2016 | «Give U Class.»                         | 2PM          | Gentlemen's Game               | 6 корейский альбом 2РМ                  |
| 13 сентября 2016 | «콧노래»                                | 2PM          | Gentlemen's Game               | 6 корейский альбом 2РМ                  |
| 16 ноября 2016   | «Over & Over»                           | GOT7         | Hey Yah                        | 5 японский сингл GOT7                   |

## Награды и номинации
| Год  | Награда                      | Категория                      | Номинированная работа | Результат   |
| ---- | ---------------------------- | ------------------------------ | --------------------- | ----------- |
| 2011 | KBS Drama Awards             | Лучшая пара с Аю               | «Высокая Мечта»       | Номинирован |
| 2012 | 27thGolden Disk Awards       | Награда за Альбом              | 23, Male, Single      | Номинирован |
| 2012 | 27thGolden Disk Awards       | MSN Награда Юго-восточной Азии | 23, Male, Single      | Номинирован |
| 2012 | 27thGolden Disk Awards       | MSN Международная Премия       | 23, Male, Single      | Номнирован  |
| 2012 | 27thGolden Disk Awards       | MSN Популярная Премия          | 23, Male, Single      | Номинирован |
| 2012 | 2nd SBS MTV Best of the Best | Лучший Мужской Солист          | N/A                   | Выиграл     |
| 2013 | 1st YinYueTai V-Chart Awards | Лучший Новичок Солист          | N/A                   | Выиграл     |